# Alligator Records
Alligator Records es una compañía discográfica independiente estadounidense de blues, fundada por Bruce Iglauer en 1971 y cuya sede central se encuentra en Chicago. Iglauer fundó la compañía con sus propios ahorros para poder producir y realizar grabaciones de, el que entonces, era su grupo preferido: 'Hound Dog Taylor & The HouseRockers'; el motivo principal de la fundación de la compañía fue que el jefe de Iglauer, Bob Koester (fundador de Delmark Records), se negó a realizar dichas grabaciones. Tras nueve meses de la publicación del primer disco producido por Iglauer, este dejó su trabajo en Delmark Records para centrarse en su grupo y en su sello discográfico. A día de hoy, Alligator Records es considerada como una de las compañías discográficas de blues contemporáneo más importante.

## Artistas
Algunos artistas importantes que han grabado para Alligator Records inclúyen a:
- Luther Allison
- Marcia Ball
- Lonnie Brooks
- Clarence Gatemouth Brown
- Roy Buchanan
- Michael Burks
- Clifton Chenier
- Albert Collins
- Shemekia Copeland
- Robert Cray
- Buddy Guy
- Lazy Lester
- Charlie Musselwhite
- Professor Longhair
- Otis Rush
- Son Seals
- Hound Dog Taylor
- Koko Taylor
- Sonny Terry
- Rufus Thomas
- Johnny Winter